# Scandale des fiches
Pour les articles homonymes, voir Affaire des fiches.
Le scandale des fiches (ou l'affaire des fiches) est un épisode de l'histoire contemporaine de la Suisse.
À la fin des années 1980, il a été rendu public que les autorités fédérales suisses ainsi que les polices cantonales avaient surveillé environ 900 000 personnes sur le territoire suisse soit plus de 15 % de la population — 700 000 personnes et organisations selon les sources officielles — de façon plus ou moins active et avaient ainsi produit des fiches d'information sur ces personnes. Le but avancé de ce fichage était de protéger la Suisse d'activités subversives communistes dans le contexte de la Guerre froide. La découverte du scandale des fiches souleva à l'époque des protestations étendues. 300 000 citoyens demanderont l’accès à leur fiche. La confiance en l'État suisse en fut ébranlée.

## Contexte historique
La révélation de l'existence d'une police intérieure de type politique et l'ampleur de son action a été un choc pour le peuple suisse en 1989-1990. Cependant, une activité de type politique n'est pas nouvelle pour la police suisse qui, dès 1851, a commencé à recenser les apatrides. De 1851 à 1945, des apatrides, des anarchistes, des socialistes puis des nazis ont fait l'objet de surveillance, avec une base légale. En effet, la Constitution fédérale de 1848 prévoyait que les étrangers menaçant la sécurité de la Confédération pouvaient être expulsés du territoire suisse. En 1885, des anarchistes étrangers ont été recensés puis expulsés. Autour de 1918, par crainte d'un engouement révolutionnaire à la suite de la Révolution russe, la surveillance des grèves s'est intensifiée. Cette activité engagea dès lors conjointement la police fédérale et le service de renseignement militaire. Dans le contexte de la seconde guerre mondiale, ces surveillances se sont focalisées sur les nazis d'origine allemande et les frontistes suisses.
Après la seconde guerre mondiale, la surveillance s’est portée sur les communistes, mais aussi les séparatistes jurassiens. Plus tard, dans le sillage de mai 68, les partis néomarxistes, les nouveaux mouvements sociaux, les groupes pacifistes, les groupes féministes, les groupes tiers-mondistes, le mouvement anti-atomique et les conseils d’étudiants ont été également pris pour cible. Les activités de surveillance se sont également étendues à l’espionnage économique, au blanchiment d’argent, au trafic de stupéfiants et au trafic d’armes.

## Déroulement

### Découverte des fiches
En janvier 1989, le Parlement suisse décide de mettre sur pied une commission d'enquête parlementaire (CEP) pour comprendre les dysfonctionnements au sein du Département fédéral de justice et police ayant conduit à l’affaire Kopp, du nom de la conseillère fédérale radicale, contrainte à la démission pour avoir prévenu son époux de l’ouverture d’une enquête avec perquisition pour blanchiment d'argent.
En novembre, cette commission d’enquête livre ses conclusions. Elle déplore la sous-évaluation par la police fédérale des dangers liés au trafic de drogue, à la criminalité financière et à l’extrémisme de droite. Elle critique également les préventions de la Police fédérale à l’égard des contestataires s’exprimant démocratiquement ainsi que ses méthodes de collecte d’information et annonce qu'elle a découvert que le Ministère public de la Confédération était en possession de dossiers contenant des rapports de surveillance sur des personnes et des groupes particuliers en Suisse. Ce qui deviendra « le scandale des fiches » résulte donc d’informations révélées incidemment, dans le cadre des investigations menées à la suite de la démission d’Elisabeth Kopp.
Selon le rapport parlementaire, 900 000 fiches étaient conservées par la police fédérale dans le registre central : « Les deux tiers d'entre elles concernent des étrangers; pour le reste, la moitié des fiches se rapporte à des personnes et l'autre moitié à des organisations ou à des événements » . Des parlementaires contemporains étaient également concernés. Les fichiers recensaient des informations invérifiées, intrusives, dépassées ou non-pertinentes, par exemple « le fait de défendre un objecteur de conscience » ou des renseignements vieux de 40 ans, voire portant sur des personnes décédées. De plus, l’enregistrement de ces informations ne reposait pas sur des directives fondées sur des critères objectifs, mais, au contraire, sur des choix souvent arbitraires. Les observations se concentrent par ailleurs abusivement sur « des groupements politiques de gauche et écologiques, sur des organisations en faveur de la paix et des organisations féminines, sur des milieux antimilitaristes et antinucléaires ».
Peu de temps après la publication du rapport, plus de 50 conseillers nationaux socialistes, écologistes et indépendants demandent à consulter les fiches détenues sur eux. En mars 1990, environ 100 000 demandes émanant de personnes souhaitant accéder à un éventuel fichier les concernant avaient été adressées à la police fédérale. Submergés par des sollicitations dont le nombre va en s’amplifiant, les agents chargés de traiter ces informations estiment que leur traitement prendra près d’un an de travail. En fin de compte, 300 000 personnes effectueront cette démarche. De plus, la réalisation d’un rapport parlementaire complémentaire s’avèra nécessaire en raison de la découverte «de très nombreux autres fichiers, dont - malgré les questions posées à ce sujet - ni l'actuel chef du DFJP ni le Conseil fédéral ni la CEP ne connaissaient l'existence »   .
Le 3 mars 1990, environ 30 000 personnes manifestent à Berne contre l’« État fouineur », aussi qualifié d’« État renifleur » (Schnüffelstaat). A cause du scandale, les festivités du 700e anniversaire de la Confédération en 1991 sont par ailleurs boycottées par les artistes. 

### Réorganisation des institutions après l'affaire
Depuis 1992, l'activité de la Police fédérale est surveillée par la délégation des Commissions de gestion du Parlement.

### Postérité
Début 2020, le service de renseignement de la Confédération (SRC) est accusé d'abuser du renseignement d'origine source ouverte pour constituer des fiches sur les politiciens et activistes suisses,. 

## Contenu des fiches
L'activité de certains syndicalistes a été consignée dans des fiches personnelles de façon extrêmement précise durant des décennies et ceci jusqu'à la fin des années 1980, comme le révèle un jugement en 2005.
Pas moins de 300 000 personnes ont demandé à voir le contenu de leur fiche lors du scandale.
Les fiches ont été transférées aux Archives fédérales suisses, après qu'un juriste, René Bacher, docteur en droit, a été désigné Préposé spécial au traitement des documents établis pour assurer la sécurité de l'État. 